# Peter Birch-Reichenwald
Peter Birch-Reichenwald (født 29. november 1843 i Kristiania, død 8. juli 1898 sammesteds) var en norsk statsråd, søn af Christian Birch-Reichenwald.
Birch-Reichenwald blev cand. jur. 1865, praktiserede en tid som højesteretsadvokat og var 1881-89 ekspeditionschef i Justitsdepartementet, 1889-91 var han chef for Arbejdsdepartementet i det 1. Stangske ministerium, blev 1892 kæmner i Kristiania og var i valgperioden 1892-94 en af hovedstadens repræsentanter på Stortinget. 1894-95 var han medlem af Emil Stangs 2. ministerium og chef for Indredepartementet og blev ved sin afgang borgmester i Kristiania.